# Kometa jednopojawieniowa
Kometa jednopojawieniowa – kometa poruszająca się po trajektorii w kształcie paraboli lub hiperboli, która tylko jeden raz pojawia się w pobliżu Słońca. Mimośrody orbit komet jednopojawieniowych są zbliżone do jedności. Dodatkowo orbity tych komet są dowolnie zorientowane w przestrzeni, co prowadzi do wniosku, że ich źródłem jest Obłok Oorta.
Również komety o bardzo długich okresach obiegu wokół Słońca nazywane bywają „jednopojawieniowymi”, gdyż obserwowano je tylko raz.

## Przykłady komet jednopojawieniowych
- Kometa Arenda-Rolanda
- C/2007 W1 (Boattini)
- C/1577 V1
- C/1910 A1
- C/2001 Q4 (NEAT)
- C/2006 P1 (McNaught)
- C/2012 S1 (ISON)
- 1I/ʻOumuamua (kometa międzygwiezdna z orbitą hiperboliczną)
- 2I/Borisov (kometa międzygwiezdna z orbitą hiperboliczną)